# Robert Blake (acteur)
Robert Blake, geboren als Michael James Vincenzo Gubitosi (Nutley (New Jersey), 18 september 1933 – Los Angeles, 9 maart 2023) was een Amerikaans acteur.
Hij had hoofdrollen in onder meer de langspeelfilms Andy Hardy's Double Life uit 1942, de MGM Our Gang komische films in de oorlogsjaren, Humoresque uit 1946, In Cold Blood uit 1967, Of Mice and Men uit 1981, Money Train uit 1995 en Lost Highway uit 1997.
Voor zijn hoofdrol als detective Tony Baretta in de ABC-televisieserie Baretta was hij in het seizoen 1974-1975 bij de 27e Primetime Emmy Awards de laureaat van de Primetime Emmy Award voor mannelijke hoofdrol in een dramaserie. Hij werd nog drie maal genomineerd, bij de 29e, 35e en 45e Primetime Emmy Awards maar haalde geen Emmy meer binnen.
Baretta leverde hem in 1976 ook een gedeelde Golden Globe op, met Telly Savalas van Kojak als de andere winnaar. Voor zijn rol in Coast to Coast werd hij genomineerd voor de Golden Raspberry Awards 1980, maar hij kon de twijfelachtige eer aan Neil Diamond laten.
In 2001 werd zijn tweede echtgenote, Bonnie Lee Bakley, vermoord tijdens een gezamenlijk uitje. Blake werd gearresteerd en in staat van beschuldiging gesteld voor de moord op zijn echtgenote maar werd vrijgesproken. Hij werd in een latere civiele zaak verantwoordelijk gehouden voor de dood van zijn echtgenote en kreeg daarvoor een boete opgelegd. Dit had als gevolg dat Robert Blake zichzelf bankroet moest laten verklaren.
In 2019 dook hij weer op in de media in verband met de tv-special "Murder in the Family: Robert Blake" op de Amerikaanse tv.
Blake stierf aan een hartaandoening in Los Angeles, op 9 maart 2023, op 89-jarige leeftijd.
- Bibsys: 10083493
- Biblioteca Nacional de España: XX1122142
- Bibliothèque nationale de France: cb14008974p (data)
- Gemeinsame Normdatei: 1018435670
- International Standard Name Identifier: 0000 0000 5928 4248
- Library of Congress Control Number: no92023007
- Nationale Bibliotheek van Tsjechië: xx0154930
- Nationale Bibliotheek van Israël: 987007352165305171
- Nederlandse Thesaurus van Auteursnamen: 071436774
- Istituto Centrale per il Catalogo Unico: RAVV090103
- SNAC: w6bt1rd2
- Système universitaire de documentation: 113634129
- Virtual International Authority File: 10045453
- WorldCat: E39PBJc3CVj6RYw4tVx4rfWxDq